# Leandro Müller
Leandro Müller, född 14 november 1978 i Juiz de Fora, är en brasiliansk författare. Han tog examen i medie - och kommunikationsvetenskap samt journalisktik vid Federala Universitetet i Rio de Janeiro. Dessutom läste han filosofi vid Rio de Janeiros Statsuniversitet samt vid Portos Universitet (Portugal). Sedan 2004 jobbar han, förutom med att skriva, också som förläggare och bokhandlare.
Hans första roman, "O Código Aleijadinho" (Aleijadinho-koden), gavs ut 2006. Den är en kriminalberättelse som äger rum i fem historiska städer i den brasilianska delstaten Minas Gerais. I händelserna framställs viktiga figurer ur den brasilianska historien och konsthistorien, framförallt ur den frihetsrörelse som numera betecknas "Inconfidência Mineira".
År 2008 vann han i Spanien det så kallade Prémio Máster en Edición do Grupo Santillana för hans bok "Pequeño Tratado Hermético sobre Efectos de Superfície". Boken gavs ut av Ediciones Universidad Salamanca, bokförlaget vid Universitetet i Salamanca. Förordet till boken skrevs av den spanske författaren Enrique Vila-Matas.

## Verk
- O Código Aleijadinho (Aleijadinho-koden) - Editora Espaço e Tempo (Rio de Janeiro, 2006)
- Pequeño Tratado Hermético sobre Efectos de Superficie - Ediciones Universidad Salamanca (Salamanca, 2008)

## Priser och utmärkelser
- Hedersomnämnande i poesitävlingen vid Portos Universitets Studentförening (Portugal, 2007)
- Prémio Máster en Edición do Santillana Formación (Spanien, 2008)